# Timarni
Timarni é uma cidade e uma nagar panchayat no distrito de Harda, no estado indiano de Madhya Pradesh.

## Demografia
Segundo o censo de 2001, Timarni tinha uma população de 19,178 habitantes. Os indivíduos do sexo masculino constituem 53% da população e os do sexo feminino 47%. Timarni tem uma taxa de literacia de 73%, superior à média nacional de 59.5%: a literacia no sexo masculino é de 81% e no sexo feminino é de 64%. Em Timarni, 14% da população está abaixo dos 6 anos de idade.